# Spiloptila clamans
Spiloptila clamans là một loài chim trong họ Cisticolidae.